# Pseudagrion inconspicuum
Pseudagrion inconspicuum är en trollsländeart som beskrevs av Friedrich Ris 1931. Pseudagrion inconspicuum ingår i släktet Pseudagrion och familjen dammflicksländor. IUCN kategoriserar arten globalt som livskraftig. Inga underarter finns listade i Catalogue of Life.